# Mezopotámiai nomád fal
A III. uri dinasztia királyai építettek először védőfalat a nomád amurrúk előrenyomulásának feltartóztatására Mezopotámia területén. Ezt ők Mardu-fal-nak nevezték. Később valószínűleg ezen a nyomvonalon haladt II. Nabú-kudurri-uszur fala, amit Xenophón Méd fal-nak nevezett.

## Mardu-fal
Az építkezést Sulgi kezdte, mintegy 63 kilométer hosszúságban. A fal neve akkádul murik tidnim („a nomádok visszavetője”) volt. Su-Szín fejezte be, mintegy 275 km hosszúságúra kiépítve. A fal feltehetően az Eufrátesztől indultt Umm-Rausnál, a mai Habbaníja közelében és Számarra magasságában érte el a Tigris folyót, majd azon túl a Dijála folyótól északra folytatódott.
A fal csak rövid ideig tudta ellátni feladatát, már Sulgi idején is panaszkodott egy tiszt a királynak, hogy kevés az embere a fal javításához és a nomádok elleni védekezéshez. Su-Szín fia, Ibbí-Szín – a III. uri dinasztia utolsó uralkodója – alatt a nomádok végleg áttörték a védművet.

## Méd fal
Később feltehetően a régi sumer fal nyomvonalán haladt a II. Nabú-kudurri-uszur által épített védőfal, ami a médek elleni védekezést szolgálta. Ezért nevezte ezt a falat Xenophón Méd fal-nak. Ez a fal bitumennel összeragasztott égetett téglából készült, ahol a fal belsejét földdel töltötték fel. Bagdadból Moszul felé utazva, Számarra előtt a bal oldalon ma is látszik egy a fa és bokor nélküli tájból még mindig több méterre kiemelkedő fal maradványa.

## Külső hivatkozások
- Komoróczy Géza: Mezopotámia története az őskortól a perzsa hódításig (Kr. e. 539) (terebess.hu)